# Croati del Molise
I croati del Molise, già noti come schiavoni, sono una minoranza etnica e linguistica stanziata storicamente in diverse regioni dell'Italia meridionale, benché in epoca contemporanea sopravvivano soltanto in una ristretta area collinare della provincia di Campobasso in Molise.
Dal 1999 la lingua slavo-croata è tutelata dalla legislazione sulle minoranze d'Italia.

## Distribuzione geografica
La minoranza linguistica croata si è costituita insediandosi nel territorio compreso tra i fiumi Biferno e Trigno. Si tratta in particolare dei tre comuni in provincia di Campobasso:
- Acquaviva Collecroce (Živavoda Kruč)
- Montemitro (Mundimitar)
- San Felice del Molise (Filić)

Storicamente è attestata la colonizzazione da parte di esuli slavo-croati nei comuni di Palata, Tavenna, Mafalda, Montelongo, Petacciato, San Biase e San Giacomo degli Schiavoni (tutti situati nella medesima provincia di Campobasso) nonché in Abruzzo, ove l'insediamento di Cappelle sul Tavo era ubicato perfino più a nord del fiume Pescara, e infine lungo l'Appennino campano laddove gruppi slavi giungevano fin oltre la valle del Miscano, in particolare nei borghi di Ginestra degli Schiavoni e Villanova del Battista (l'antica Polcarino degli Schiavoni).
Si rilevano circa 1 500 persone di lingua croata in Molise, sebbene moltissimi dei croato-molisani sono residenti da lunghi decenni nel centro-nord Italia e all'estero. Qui, essi, continuano in ambiente familiare a parlare la propria lingua madre; non escludendo che spesso ritornano nei paesi natii.

## Storia
I primi contatti degli slavi provenienti dall'altra sponda dell'Adriatico lungo le coste molisane, di cui abbiamo documentazione certa, avvennero agli inizi del XIII secolo, per motivi economici, commerciali e culturali. Risale infatti al marzo 1203 un primo trattato commerciale tra la già fiorente Repubblica marinara di Ragusa in Dalmazia ed il piccolo porto molisano di Termoli per la concessione della isopolitìa (una istituzione dell'età ellenistica mediante la quale due comunità sancivano un reciproco diritto di cittadinanza), che comprendeva anche l'arboraticum ed il plateaticum, riferibili all'attracco delle navi ed al commercio. Per quanto attiene, invece, alla bolla di papa Bonifacio VIII del 22 settembre 1297 - che conterrebbe la citazione latina Castrum Aquaevivae, habitatum cum vassallis Schlavonis (Il paese di Acquaviva, abitato da sudditi Schiavoni) riportata anche nell'opera di Milan Rešetar e poi ripresa pedissequamente da tutti gli autori posteriori - già nel 1950 il francescano Teodoro Badurina aveva dimostrato, riportando per primo il testo integrale della Bolla pontificia, come essa nominasse soltanto il monastero di Sant'Angelo in Palazzo (sito nell'attuale territorio di Acquaviva) nell'allora Diocesi di Guardialfiera, tra i beni dell'Ordine Melitense. La citazione latina, che nomina la località di Acquaviva come già abitata da coloni schiavoni, è di molto posteriore e risale al 1594, come ha potuto dimostrare un ricercatore locale che l'ha rinvenuta in un elenco di beni appartenenti all'Ordine dei Cavalieri di Malta, che fu a lungo feudatario dell'agro di Acquaviva Collecroce fino al 1785 quando venne acquistato dai marchesi Siliberto Neri. 
Non vi è dubbio che le ondate migratorie più consistenti si verificarono dopo la famosa battaglia della Piana dei Merli del 1389, che segnò la sconfitta degli eserciti cristiani e la progressiva espansione degli Ottomani nella penisola balcanica con conseguente esodo delle popolazioni slave ed albanesi verso la penisola italiana. A tal proposito è molto illuminante la sintetica ed efficace motivazione che ne dà, nel testo originario in latino del 1777, Mons. Francesco Lauria, Vescovo di Guardialfiera, in una delle relazioni per le periodiche visite "ad limina", a proposito della popolazione slava di Acquaviva, Palata e Cerritello:
Con la conquista di Costantinopoli, avvenuta nel 1453, i Turchi iniziarono l'espansione verso i territori settentrionali, abitati da popolazioni slave. E, com'era accaduto alle popolazioni albanesi qualche decennio prima, sin dal XVI secolo le nuove migrazioni furono originate dalle invasioni turche. La Repubblica di Venezia e il Regno di Napoli agevolarono gli insediamenti lungo le coste adriatiche per ripopolare le terre che, in quegli anni, erano rimaste abbandonate a seguito del vastissimo terremoto del 1456 e della Peste del 1495.
La debolezza veneziana permise agli aragonesi, presenti già nel Regno di Napoli, di estendere la loro influenza anche sull'altra sponda adriatica, ma nello stesso tempo favorì l'espansione turca. L'avanzata inarrestabile dei turchi trasformò in vero e proprio esodo quella che era cadenzata emigrazione. Per favorire l'insediamento dei transadriatici, e in considerazione della loro povertà, i re aragonesi concessero agli immigrati del Regno di Napoli alcuni privilegi, come il dimezzamento dei tributi, per un periodo di circa cinquant'anni. Sebbene, in mancanza di documentazione d'archivio, non sia possibile definire con esattezza la datazione della venuta dei profughi slavi in Molise, gli studiosi prendono in considerazione la fine del XV secolo con delle motivazioni sia linguistiche sia numismatiche. Infatti, mentre si conservano nel Molise quasi tutti i termini in croato per indicare i frutti dell'agricoltura, mancano completamente le denominazioni slave per alcuni prodotti alimentari diffusisi velocemente in Europa dopo la scoperta dell'America (come le patate, i pomodori, il granturco, etc.). Inoltre si nota che nei tre paesi l'unità base della moneta è detta "puh", che in croato letteralmente significa "ghiro" evidentemente perché i primi profughi provenienti dalla Dalmazia avevano scambiato per un ghiro quell'ermellino raffigurato sulla più comune moneta d'argento coniata.
La minoranza croata quasi sempre si trovò a riedificare e ripopolare antichi borghi, abbandonati a causa di terremoti e pestilenze. È il caso di Acquaviva Collecroce che - se pure esistita nello stesso posto già alla fine del secolo XIII - dovrebbe essersi spopolata in seguito ad eventi diversi e, poi, sarebbe stata ripopolata da profughi croati, tra il XV ed il XVI secolo, provenienti sia direttamente dalla Dalmazia sia dalla vicina località di Cerritello, dove convivevano già coloni slavi ed albanesi, con le rispettive chiese cattoliche di rito latino e greco.
Per quanto riguarda il periodo di insediamento, è opportuno riportare quanto scrive il già citato Mons. Giannelli, allora vescovo di Termoli
Tra gli altri paesi già slavi, Palata, ormai italianizzata nella parlata ma i cui abitanti hanno conservato i cognomi chiaramente di origine croata, è forse l'unico abitato che aveva una testimonianza lapidea con una data precisa. Da più fonti infatti era riportata la seguente scritta, incisa sull'architrave della porta d'ingresso alla Chiesa parrocchiale di Santa Maria la Nova: HOC PRIMUM DALMATIAE GENTES INCOLU E RE CASTRUM AC A FUNDAMENTIS EREX E RE TEMPLU ANNO DOMINI MDXXXI (Le genti della Dalmazia abitarono in questa prima località - ed eressero la Chiesa dalle fondamenta Nell'anno del Signore 1531).
L'unico insediamento slavo che risulta fondato con certezza dalla popolazione minoritaria è il paese di San Giacomo degli Schiavoni. Mons. Giannelli scrive che, durante il governo di un suo predecessore:
()
È probabile che la religione cattolica aiutò gli esuli insediatisi sul territorio italiano, perché, per aver combattuto contro gli Ottomani, essi erano stati accolti come eroi della cristianità. D'altro canto, le molte famiglie emigrate dall'altra riva dell'Adriatico ritennero vantaggioso spostarsi in terre conosciute come fertili. Nell'opera del citato Rešetar, viene indicato che:
È comprensibile, perciò, che sino ad allora la comunità minoritaria sia riuscita a mantenere integra la propria identità linguistica e culturale.
Nell'autunno 2009 l'allora presidente croato Stipe Mesic si è recato in visita nei tre comuni; stessa cosa hanno fatto i suoi successori Ivo Josipović e Kolinda Grabar-Kitarović.

## Lingua croata molisana
L'idioma parlato dalla minoranza è sostanzialmente l'antica lingua croata del tipo štòkavo-ìkavo, in uso nella Dalmazia centrale fra i fiumi Cettina e Narenta, nel retroterra croato ed in Erzegovina. Secondo alcuni studi, si tratterebbe di un idioma conservato da circa 400 anni, con una fisionomia eminentemente pratica, appunto perché parlato in prevalenza da contadini, supportati dal fatto che non vi sarebbero presenti parole astratte. Secondo ricerche e lavori di studiosi e studenti locali, il patrimonio linguistico dei Croati del Molise è stato valutato sulle 3.000 parole, che arriverebbero a circa 5.000 vocaboli in base alle catalogazioni più recenti.
L'antica lingua croata è, oggi, usata soprattutto nei rapporti familiari e nelle relazioni interpersonali. Essa è stata trasmessa per cinque secoli con la sola tradizione orale e non esistono infatti tracce di scritti, se si escludono alcune poesie.
Essendo sempre stati fedeli alla chiesa di Roma, la messa è stata sempre celebrata in lingua latina sino al Concilio Ecumenico Vaticano II, quando fu permessa la celebrazione delle funzioni religiose nelle lingue locali. Per mancanza di sacerdoti del posto e per la difficoltà di tradurre in un linguaggio semplice e concreto la complessa terminologia liturgica, la celebrazione liturgica è stata subito celebrata in lingua italiana, conservando però canti di lingua croata.

La più consistente testimonianza scritta della lingua croata si ebbe a partire dal 1967 quando fu pubblicata la prima rivista bilingue italo-croata intitolata Naša ric/ La nostra parola, diventata poi Naš jezik/La nostra lingua, che aveva per motto la frase dell'eroe dei Croati del Molise, Nicola Neri, medico nato ad Acquaviva nel 1761 e professore di fisiologia, commissario alla guerra durante la Repubblica Partenopea, impiccato a Napoli nel 1799: 